# Артурас Жулпа
Артурас Жулпа (лит. Artūras Žulpa, нар. 10 червня 1990) — литовський футболіст, півзахисник клубу «Трансінвест» і національної збірної Литви.
Дворазовий чемпіон Литви, дворазовий володар Кубка Литви.

## Клубна кар'єра
У дорослому футболі дебютував 2007 року виступами за команду клубу ««Вільнюс»», в якій того року взяв участь у 4 матчах чемпіонату. 
Протягом 2009—2010 років захищав кольори команди клубу «Ветра».
Своєю грою за останню команду привернув увагу представників тренерського штабу клубу «Круоя», до складу якого приєднався 2010 року. Відіграв за клуб з Пакруоїса наступні два сезони своєї ігрової кар'єри. Більшість часу, проведеного у складі «Круої», був основним гравцем команди.
Згодом протягом 2013—2014 років грав за «Жальгіріс», з яким у кожному з сезонів ставав співавтором «золотого дубля», виграючи національні чемпіонат і кубок.
2015 року перебрався до Казахстану, ставши гравцем «Актобе», а за рік перейшов до іншого місцевого клубу, костонайського «Тобола».

## Виступи за збірну
2013 року дебютував в офіційних матчах у складі національної збірної Литви.

## Титули і досягнення
- Чемпіон Литви (2):

«Жальгіріс»:  2013, 2014
- Володар Кубка Литви (2):

«Жальгіріс»:  2012-2013, 2013-2014